# Flor de Maio
Grêmio Recreativo Familiar Flor de Maio é um clube social destinado aos afrodescendentes brasileiros, fundado em 4 de maio de 1928 na cidade de São Carlos (estado de São Paulo) com o apoio dos trabalhadores da Fepasa (Ferrovia Paulista S.A.). Consta da lista de bens de interesse histórico publicada em 2021 pela Fundação Pró-Memória de São Carlos (FPMSC).

## História
Entre o final do século XIX e início do século XX, houve um movimento clubista destinado a criar clubes exclusivos para sócios negros com o objetivo de se tornarem locais de lazer para os afrodescendentes, pois estas pessoas eram excluídas de qualquer vida social em sua época. Além das atividades sociais, o Clube Flor de Maio proporcionava apoio funerário, de saúde, entre outras atividades. No início previa que apenas afrodescendentes poderiam se associar e frequentar, mas com o passar do tempo, esta exigência deixou de existir.
Em 1937, em parceria com a prefeitura da cidade, passaria a haver aulas no clube, quando as professoras eram cedidas pelo município. Esta atividade durou cerca de oito anos. A partir da organização do Clube, outros movimentos foram surgindo, como o grupo teatral Rebu, o Centro de Cultura Afro-brasileira Congada e o Centro Cultural Negro Municipal.
O Flor de Maio é uma instituição de referência para estudos do movimento negro na cidade de São Carlos, por seu interesse em fortalecer a história e a tradição dos negros em São Carlos.
| “ | O professor do Instituto de Arquitetura da USP e membro titular do COMDEPHAASC, Ruy Sardinha Lopes, foi quem escreveu o parecer recomendando o tombamento. “Para preservação da história material e cultural da população afrodescendente são-carlense que tanto contribuiu e ainda contribui para o desenvolvimento desta cidade”, destacou no parecer. | ” |
|   | |   |

 Em 2014, o clube entrou no processo para tombamento como Patrimônio Histórico do Estado de São Paulo. Entretanto, o tombamento abrange algumas partes da construção: as escadas, a fachada, o mezanino e o salão.
| “ | Para o presidente do clube o tombamento é fundamental. “Este local possui três momentos importantes, seu nascimento, a mudança para a atual sede e seu tombamento. Em nome da comunidade negra de São Carlos agradeço à Prefeitura pelo tombamento que vem premiar mais uma luta conquistada pelo nosso clube fundado há 83 anos”, disse Pires. | ” |
|   | |   |

## Bem de interesse histórico
Entre 2002 e 2003, a Fundação Pró-Memória de São Carlos (FPMSC), órgão da prefeitura, fez um primeiro levantamento (não-publicado) dos "imóveis de interesse histórico" (IDIH) da cidade de São Carlos, abrangendo cerca de 160 quarteirões, tendo sido analisados mais de 3 mil imóveis. Destes, 1.410 possuíam arquitetura original do final do século XIX. Entre estes, 150 conservavam suas características originais, 479 tinham alterações significativas, e 817 estavam bastante descaracterizados. O nome das categorias das edificações constantes na lista alterou-se ao longo dos anos.

A edificação de que trata este verbete consta como "Edifício tombado" (categoria 1) no inventário de bens patrimoniais do município de São Carlos, publicado em 2021 pela Fundação Pró-Memória de São Carlos (FPMSC), órgão público municipal responsável por "preservar e difundir o patrimônio histórico e cultural do Município de São Carlos". A referida designação de patrimônio foi publicada no Diário Oficial do Município de São Carlos nº 1722, de 09 de março de 2021, nas páginas 10 e 11. De modo que consta da poligonal histórica delimitada pela referida Fundação, que "compreende a malha urbana de São Carlos da década de 40". A poligonal é apresentada em mapa publicado em seu site, onde há a indicação de bens em processo de tombamento ou já tombados pelo Condephaat (órgão estadual), bens tombados na esfera municipal e imóveis protegidos pela municipalidade (FPMSC).
| “ | Categoria 1: são edificações tombadas em quaisquer níveis (municipal, estadual ou federal) e inscritas no Inventário de Bens Patrimoniais do Município, sendo proibida a demolição e permitidas ou não reformas, desde que seguidas as orientações específicas do processo de tombamento e da aprovação do projeto pela Prefeitura Municipal, pela entidade e conselho municipal de defesa do patrimônio, e demais órgãos competentes, federais, estaduais e/ou municipais. | ” |
|   | |   |

#### Tombado por:[15]
- FPMSC – Fundação Pró-Memória de São Carlos / CONDEPHAASC – Conselho Municipal de Defesa do Patrimônio Histórico, Artístico e Ambiental de São Carlos
  - Número do Processo: 57/2011
  - Resolução Tombamento: Resolução n° 07 de 09 de novembro de 2011
  - Publicação do Diário Oficial: 19 de novembro de 2011, retificada em 16 de dezembro de 2011